# Maddrax

Maddrax (titre original : Maddrax) est une série allemande de romans de science-fiction, horreur et fantaisie, écrite par différents auteurs et régulièrement publiée depuis 2000.
Elle est actuellement[Quand ?] la série de ce genre la plus vendue en Allemagne, avec un nouvel épisode toutes les deux semaines. Les auteurs de la série ont également écrit des romans plus longs qui approfondissent les caractères et événements du début de l'histoire et une série de pièces radiophoniques a également été adaptée. Quelques petites sous-séries qui mettent en vedettes certains acteurs de la série principale ont également été publiées. Les auteurs principaux de la série sont Jo Zybell, Ronald M. Hahn, Christian Schwarz, Stephanie Seidel, Michelle Stern, Michael Marcus Turner et Mia Zorn. D'autres auteurs fréquents étaient Bernd Frenz, Claudia Kern, Christian Montillon, Michael J. Parrish, Horst Pukallus, Michael Schönenbröcher, Susan Schwartz et Timothy Stahl.

## Résumé
La série raconte l’histoire du jeune pilote Matthew Drax qui se fait projeter dans l’année 2516, lors d’une collision entre une météorite et la planète Terre en 2012. Matthew Drax se met à la recherche de ses anciens compatriotes et amis et fait face à une planète dégénérée et détruite sur laquelle se sont formés des tribus sauvages, ainsi que de nouveaux animaux et de nouvelles plantes. À l’aide de la jeune barbare Aruula, Matthew Drax découvre bientôt à travers son voyage autour de la planète que ce n’était pas une comète qui a causé la grande catastrophe et se rend compte que la planète Terre doit se préparer à une menace d’invasion incroyable.